# Hanna Breidinger-Spohr

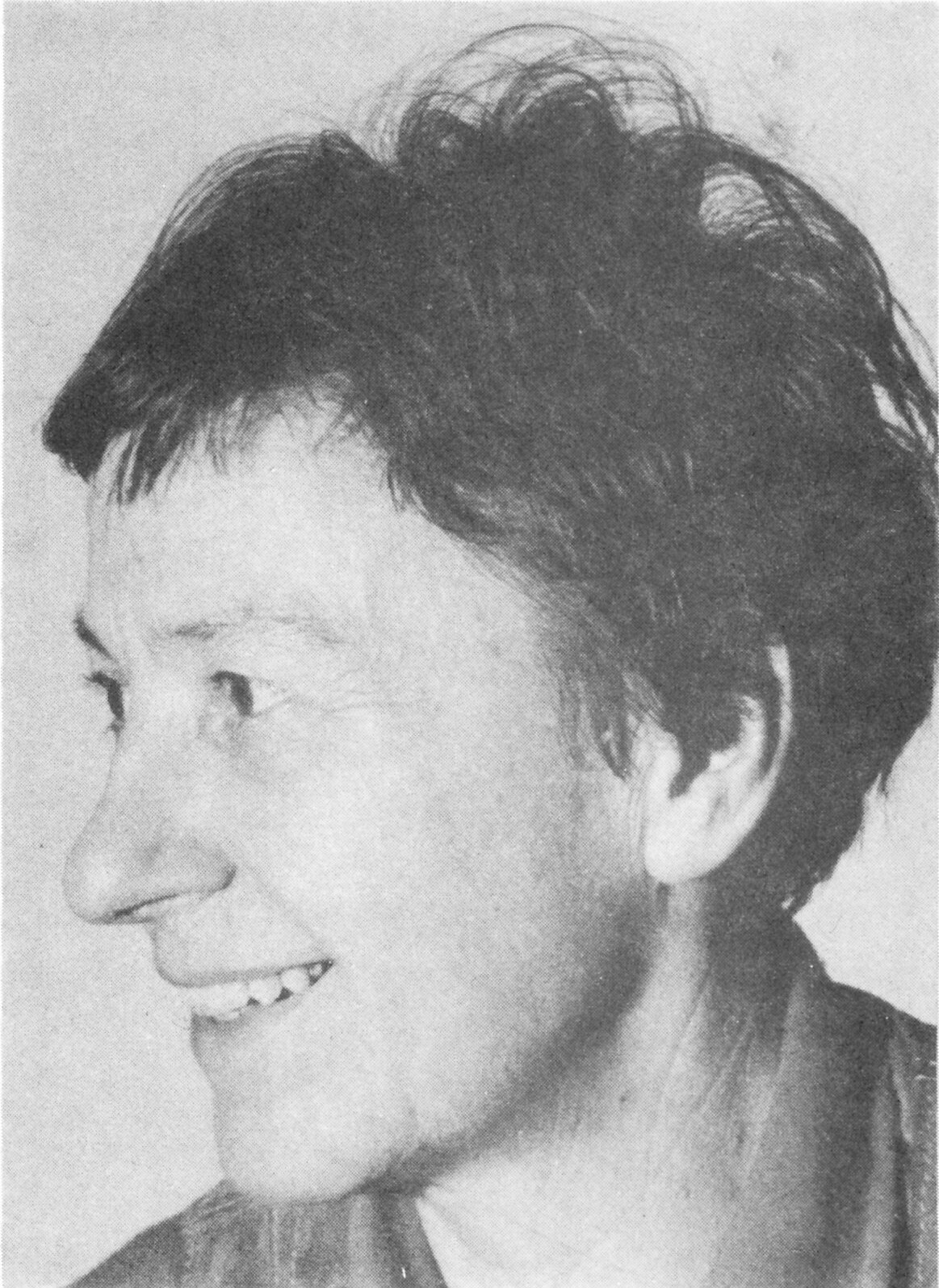
Hanna Breidinger-Spohr

Hanna Breidinger-Spohr (* 26. Juli 1922 in Eberbach; † 7. September 2000 in Bad Kreuznach) war eine deutsche Malerin und Holzschnitt-Künstlerin. Ihr Gesamtwerk umfasst ca. 600 Holz- und Linolschnitte, die in den Jahren 1954 bis 2000 entstanden sind.

## Leben
Hanna Breidinger-Spohr wurde als älteste Tochter des Schneidermeisters Heinrich Spohr und seiner Frau Georgine geboren. Auf Anraten ihres Lehrers bewarb sie sich im Jahre 1941 an der Akademie der Bildenden Künste Karlsruhe und wurde dort zum Wintersemester 1941/42 zugelassen. Ihre Ausbildung erfuhr sie bei Josua Leander Gampp, Hermann Goebel und Wilhelm Sauter, der Ende 1941 als neuer Professor an die Akademie berufen wurde und dessen Bilder mit soldatischen Motiven im „Dritten Reich“ großen Anklang fanden. Ende des Sommersemesters 1944 wurde das Studium an der Kunstakademie von den nationalsozialistischen Behörden zum Luxus erklärt, und alle Studenten wurden in die Rüstungsindustrie dienstverpflichtet. Hanna Breidinger-Spohr kam zunächst zu der Elektronikfirma Stotz in Eberbach, später wurde sie beim Bunkerbau am Ohrsberg eingesetzt. Die Ereignisse jener Jahre hielt Hanna Breidinger-Spohr in ihrem Kriegstagebuch fest, das im Oktober 2023 als kommentierte Ausgabe im Verlag Regionalkultur erschien.  Das Verhältnis von Hanna Breidinger-Spohr zum Nationalsozialismus wurde in einer mehrseitigen „Nachbetrachtung zum Kriegstagebuch“ kritisch durchleuchtet. Bekannt ist, dass sie am 1. September 1941 der NSDAP und am 1. Februar 1942 dem NS-Studentenbund beigetreten ist. In der Nachfolgezeit war sie allerdings weder politisch aktiv noch hatte sie ein Amt im Studentenbund oder in der Partei inne. Die Spruchkammer Eberbach stellte am 12. Februar 1947 das Entnazifizierungsverfahren gegen Hanna Spohr mit der Begründung ein, sie sei vom Gesetz zur Befreiung von Nationalsozialismus und Militarismus nicht betroffen. Zur Anwendung kam dabei die Jugend-Amnestieverordnung vom 6. August 1946, die ab Jahrgang 1919 galt.
Aus den 1940er Jahren ist ein relativ umfangreiches Gesamtwerk überliefert, das Ölgemälde, Porträts, Aquarelle und Federzeichnungen mit Eberbacher Stadtmotiven bzw. Motiven aus dem Neckartal umfasst. Obwohl in der Auswahl von Techniken und Motiven unterschiedlich, lag ihren Kunstwerken in diesen Jahren ein eher klassisch-konservatives Kunstverständnis zugrunde. Dies änderte sich durch den Kontakt mit dem Bauhaus-Künstler Heiner Knaub, ebenfalls gebürtiger Eberbacher, der 1947 aus Kriegsgefangenschaft nach Eberbach zurückgekehrt war. In ihren „Aufzeichnungen“ hielt Hanna Breidinger-Spohr fest: „Sobald als möglich suchte ich ihn auf. Und ihm verdanke ich die bestmögliche, behutsame Hinführung zu einer neuen Weltanschauung. Er gab mir Literatur, kritisierte auch freundschaftlich meine Versuche der Befreiung von der herkömmlichen Sehweise. Anfangs haben wir uns scharf gestritten. Heute weiß ich, daß ich ihm viel verdanke. Es war wie eine fremde Sprache, die es mühsam zu buchstabieren galt. Aber die Frage ließ mir keine Ruhe mehr: Wie kommen diese Leute dazu, so zu malen und zu zeichnen?“ 1947 heiratete Hanna Spohr ihren Jugendfreund Willy Breidinger.
1952 nahm Hanna Breidinger-Spohr ihr Studium an der Akademie der Bildenden Künste in Karlsruhe wieder auf und wurde der Zeichenklasse von Karl Hubbuch zugeteilt, der von den NS-Machthabern in den Jahren 1935–1945 mit einem Berufsverbot belegt war und seit 1947 wieder an der Akademie als Professor lehrte. Durch ihn fand Hanna Breidinger-Spohr erst zu ihrem wirklichen Metier: dem Holzschnitt im Handdruckverfahren.
In einem Zeitraum von ca. 45 Jahren entstand in der Folge ein umfangreiches Œuvre aus ca. 600 Holz- und Linolschnitten, das sich in folgende Themenbereiche gliedern lässt:
- Menschen und Porträts
- Stadtbilder | Komposition
- Tierdarstellungen
- Alltag | Sitten und Gebräuche
- Gleichnisse | Symbolik
- Religiöse und biblische Motive
- Illustration | Grafik | Limericks

Ab 1954 wohnte Hanna Breidinger-Spohr in Bad Kreuznach, wo ihr Mann eine Anstellung als Architekt angenommen hatte. 1968 trat sie der Künstlergruppe Nahe bei, der sie bis zu ihrem Tod im Jahre 2000 als aktives Mitglied angehörte.

## Werke (Auswahl)
Arbeiten in öffentlichen Sammlungen und in Privatbesitz in Deutschland, der Schweiz und Frankreich:
- Die Großmutter, 1958, Holzschnitt, Badischer Kunstverein
- Gethsemane, 1958, Holzschnitt, Theol. Päd. Institut Godesberg
- Gethsemane, 1958, Holzschnitt, Kirchenmusikalisches Institut Heidelberg
- Eulen II, 1978, Holzschnitt, Kurhaus Bad Kreuznach
- Herbst, 1972, Holz-Linol-Schnitt, Land Rheinland-Pfalz
- Der Fisch schreit nach frischem Wasser, 1991, Holzschnitt, Kultusministerium Mainz
- Katze, 1956, Holzschnitt, Aluminiumwalzwerke Singen
- Das letzte Blatt, 1984, Holzschnitt, Rheumaklinikum Bad Kreuznach
- Landschaft, 1958, Holzschnitt, Badischer Kunstverein
- Sonnenblumenfeld, 1973, Linolschnitt, Fa. Boehringer, Ingelheim
- Hockende Frauen, 1970, Holz-Linol-Schnitt, Kurzentrum Eberbach
- In der Welt habt ihr Angst, 1953, Holzschnitt, Stadtverwaltung Karlsruhe
- Ballonfest II, o. J., Holzschnitt, Kreisverwaltung Bad Ems
- Kurpark, 1994, Linolschnitt, Kultusministerium Mainz

## Ausstellungen
Einzelausstellungen:
Bad Kreuznach, Bad Godesberg, Mayen, Koblenz, Ingelheim, Bad Bergzabern, Bonn, Bad Zwischenahn, Frankfurt a. M., Birkenfeld, Eberbach a. N., Bad Ems, Meisenheim, Alzey, Idar-Oberstein.
Ausstellungsbeteiligungen:
Bad Kreuznach, Bourg-en-Bresse, Karlsruhe, Kirn, Mainz, Koblenz, Eberbach a. N., Baden-Baden, München.